# خاندان معدل

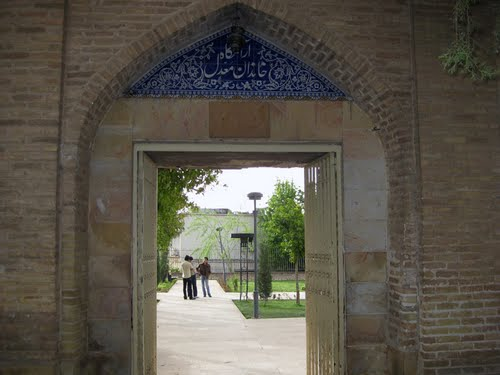
آرامگاه خاندان معدل در حافظیه شیراز

خاندان مُعَدِّل (MO'ADDEL) از خاندان‌های فئودالی فارس است که در شیراز فارس می‌زیسته‌اند. گفته می‌شود که این خاندان از نسل فرزندان قائد سلطان محمد در زمان شاه عباس صفوی می‌باشند. قائد سلطان محمد فرزند قائد سلطان رضا فرزند قائد سلطان ملک فرزند قائد سلطان حسام الدین فرزند قائد سلطان ابراهیم که بر اساس سنگ نبشته‌های موجود قائد سلطان ابراهیم از نسل فرزندان  عبدالله میرزا تیموری فرزند کوچک سلطان ابراهیم میرزا تیموری بوده و قرآن بزرگ و معروف به هفده من که در دو مجلد است و در موزه پارسِ شیراز نگهداری می‌شود توسط سلطان ابراهیم میرزا تیموری به نگارش درآمده‌است.
برخی از شخصیت‌های سرشناس این خاندان عبارتند از:

## حاج میرزا هادی معدل الملک اول
حاج میرزا هادی معدل الملک اول از مالکین عمده فارس فرزند مولانا شیخ عبدالاعلی در زرقان فارس  متولد شد. با توجه به اینکه میرزا هادی سابقه دوستی قدیمی و بسیار نزدیک با میرزا ابوالحسن خان مشیرالملک داشت و در دستگاه وی صاحب سمت و قدرت بود به در خواست مشیرالملک از طرف دربار ناصرالدین شاه به معدل الملک ملقب گردید. میرزا هادی را در عتبات عالیات در آرامگاه خانوادگی خود او به خاک سپردند.

## حاج میرزا محمد خان معدل الملک دوم
حاج میرزا محمد خان فرزند حاج میرزا هادی معدل الملک اول در سال ۱۲۷۰ هجری قمری در شیراز به دنیا آمد. وی از ملّاکین بزرگ ایران در دوره قاجاریه است. حاج میرزا محمد پس از فراگرفتن دانش قدیمی صاحب نام و شهرت گردید و تمام مناصب و القاب پدر به او داده شد و معدل الملک دوم نام گرفت.
محمد خان معدل الملک با دختر میرزا ابوالحسن خان مشیرالملک (فرزند میرزا محمدعلی سیوندی) به نام آغا بیگم سلطان الحاجیه ازدواج می‌کند چون از وی صاحب اولادی نمی‌شود بعد از فوت همسرش مجدداً ازدواج می‌نماید.
تنها فرزندش دختری به نام ضیاء الشمس (زینت السلطنه) است.
پس از مراجعت ناصرالدین شاه از سفر اروپایی خود شورایی از بزرگان مملکت تشکیل می‌دهد که حاج معدل الملک هم به عنوان یکی از اعضاء آن انتخاب می‌شوند.
محمد خان معدل الملک در حدود ۵۰ سال زندگی در سال ۱۳۲۰ هجری قمری بعلت سکته فوت و در مقبره خانوادگی واقع در وادی‌السلام نجف اشرف بخاک سپرده می‌شود.
در زمان کودتای محمد علی شاه علیه شورای ملی اول ایران که حکومت اصفهان را به علاء الملک سپرده بودند در جریان سرکوب آزادیخواهان و انقلابیون، اعلاء الملک را از حکومت اصفهان بر کنار کرده و اقبال الدوله کاشی را حاکم اصفهان و معدل الملک را که مخالف مشروطه خواهان بود را به معاونت وی انتخاب نمود.
در کتاب شرح حال رجال ایران نگارش مهدی بامداد آمده‌است:
ابراهیم خان ضرغام السلطنه از قریه خود واقع در چهارمحال با یکصد و ده تن حرکت کرده و اصفهان را پس از زد و خورد گرفت و اقبال الدوله و محمد خان معدل الملک شیرازی معاون او گریخته به کنسولگری انگلیس پناهنده شدند و قوای آنان به کلی تار و مار گردید؛ و همچنین در همین کتاب (کتاب شرح حال رجال ایران) و کتاب القاب رجال دوره قاجاریه نگارش کریم سلیمانی شرح حال معدل الملک این‌گونه آمده‌است:
حکومت یزد که در جزو حکومت‌های مسعود میرزا ظل السلطان بود در سال ۱۳۰۳ هجری قمری میرزا محمد معدل الملک شیرازی را از طرف خود به حکومت یزد فرستاد و به اصطلاح نایب الحکومه نمود.
نامبرده بیش از یکسال حاکم نبود و به جای او میرزا محمد اقبال الملک منصوب و فرستاده شد.
حاج محمد علی پیرزاده در سفرنامه خود دربارهٔ معدل الملک این چنین می‌نویسد:
هنگام توقف حقیر در بمبئی بقدر دویست خانوار جمعیت از دست حکومت یزد که معدل الملک شیرازی بود فرار کرده به بمبئی آمدند و فارسی‌ها (مراد زرتشتی‌ها می‌باشند) آن‌ها را جمع‌آوری نموده جا و مکان و منزل داده هر کدام را به کاری مشغول ساخته که کار بکنند و محتاج نشوند.
فرار ایرانی‌های بدبخت بخارج از مملکت فقط منحصر به اعمال معدل الملک نبوده همه حکام و رؤسای قشون ما بلکه بیشتر مأمورین دولت معدل الملک بوده‌اند.

من سابقاً بسیاری از هموطنان خود را دیدم که لانه و آشیانه خود را گذاشته از دست مأمورین دولت به مرو-عشق آباد-تازه شهد-شهرهای قفقاز-عراق و هندوستان مهاجرت کرده بودند. 

## میرزا زین العابدین اعتبار الملک
میرزا زین العابدین اعتبار الملک فرزند میرزا عبدالجواد فرزند مولانا شیخ عبدالاعلی در زرقان فارس  به دنیا آمد. وی از فاضلین مدرسه آقا باباخان بود، در اوان جوانی با دختر عموی خود بانو گوهرالملوک دختر میرزا هادی خان معدل الملک ازدواج نمود که نتیجه این ازدواج فرزندی به نام میرزا هدایت خان معدلی بود، پس از فوت گوهر الملوک ، میرزا زین العابدین  با دختر عموی دیگر خود کوچک جان دختر میرزا کوچک خان ازدواج کرد و ثمره این ازدواج ۲ پسر و ۴ دختر بود.
وی در ابتدا منشی و حسابدار مدبرالسلطنه سپس منشی و حسابدار میرزا حسنعلی خان نصیرالملک شد و در سال ۱۳۱۶ هجری قمری به موجب احکام صادره فرامین ماخوذه رسماً عضو کابینه ایالتی فارس گشت.
در تاریخ ۱۳۰۲/۱۱/۶ طی نامه شماره ۵۹۶۹ از طرف ایالت فارس به او لقب اعتبار الملک داده شد.سرانجام در سال ۱۳۰۵ هجری شمسی درگذشت. وی را در طرف غرب حافظیه معروف به مقبره الشعرا کنار قبر اسعد الدوله دفن کردند.

## میرزا احمد خان معدل الممالک
میرزا احمد خان مستوفی (ملاک عمده) فرزند میرزا آقا بزرگ فرزند میرزا هادی معدل الملک اول در شیراز به دنیا آمد. در ماه ذی القعده ۱۳۱۵ به معدل الممالک ملقب گردید.

## قدرت‌الله خان معدل
قدرت‌الله خان معدل فرزند میرزا تقی خان معدل السلطان در سال ۱۳۰۵ هجری شمسی در شیراز متولد شد. وی چندین سال سمت ریاست بانک ملی ایران و بانک تجارت را بر عهده داشت و در سال ۱۳۷۴ وفات نمود و در قبرستان دارالرحمه شیراز به خاک سپرده شد.

## لطفعلی معدل شیرازی
لطفعلی خان معدل السلطنه از ملّاکین بزرگ ایران فرزند میرزا آقا خان اسعدالملک و ضیاء الشمس زینت السلطنه (دختر محمد خان معدل الملک) در سال ۱۲۷۷ خورشیدی در شیراز متولد شد. پس از اتمام تحصیلات مقدماتی و متوسطه در شیراز و تهران، برای ادامه تحصیل به اروپا رفت و بعد از سال‌ها تحصیل به شیراز بازگشت و به کارهای سیاسی، اجتماعی و ادبی مشغول شد. وی در سال ۱۳۱۰ به سمت شهردار شیراز انتخاب شد.
معدل در سال ۱۳۱۱ در دور نهم قانون‌گذاری از جهرم به نمایندگی مجلس شورای ملی انتخاب گردید و این سمت را تا سال ۱۳۲۲ در دوره سیزدهم قانون‌گذاری به‌طور متوالی حفظ کرد. در کتاب یادداشتهای ملک المورخین و مرآت الوقایع مظفری صفحه ۲۲۱ و ۲۴۱ این‌گونه آمده‌است: در ماه شوال ۱۳۱۵، لطفعلی خان معدل السلطنه شیرازی که از اجزای حکومت فارس بود به نیابت وزارت خارجه سربلند شد.
در ماه ذی حجه الحرام ۱۳۱۵، یک قطعه نشان شیر و خورشید از درجه دوم ستاره به معدل السلطنه مرحمت شد. او پس از آن در سال ۱۳۲۲ در دوره چهاردهم مجلس وکالت مردم شیراز را عهده‌دار شد. وی در سال ۱۳۲۷ در دولت عبدالحسین هژیر به سمت معاون نخست‌وزیر و سرپرست انتشارات و تبلیغات منصوب گردید اما پس از دو ماه کناره‌گیری کرد. معدل در فروردین ماه ۱۳۲۸ با کسب ۳۵۲۲ رای به عنوان نماینده شیراز در مجلس مؤسسان دوم حضور یافت. وی همچنین در همین سال در دوره شانزدهم قانون‌گذاری مجدداً از سوی مردم شیراز به نمایندگی مجلس شورای ملی انتخاب گردید. معدل در سال ۱۳۲۷ از سیاست کناره گرفت و تشکیل انجمن ادبی به نام «شبهای شیراز» را داد. از همان سال عصرهای پنجشنبه انجمن شعرا و نویسندگان در خانه ایشان تشکیل می‌شد.
معدل السلطنه نویسنده‌ای چیره‌دست بود، سال‌ها ریاست انجمن نویسندگان و روزنامه‌نگاران فارس را بر عهده داشت، مقالات اجتماعی او در روزنامه پارس چاپ شیراز و مجله تهران مصور (با امضاء یا بی امضاء) درج می‌شد. شعر نمی‌گفت ولی شعر دوست بود. وی در هشتم اسفند ماه ۱۳۳۶ خورشیدی فوت کرد. پیکرش را به عتبات عالیات برده و در مقبره خانوادگی دفن کردند.
مجموعه مقالات و مکاتبات او را برادرش محمد علی معدل در تهران به چاپ رسانیده. در انجمن شب‌های شیراز، شاعران و نویسندگان و هنرمندان طراز اول شرکت می‌کردند، از آن جمله بودند: روحانی وصال، مهدی حمیدی، عزیز شیرازی، مظاهر مصفا، لطفعلی صورتگر، علی اصغر حکمت، شین پرتو، مینوچهر، نورانی وصال، حسنعلی حکمت (بخرد)، علی صارمی، حسن فصیحی، فخرالدین مزارعی، کاظم پزشکی، حبیب‌الله ذوالقدر، افقه، محمود عرفان و عده‌ای دیگر. عده زیادی از شاعران پس از مرگش اشعاری را در رثای او سروده و انتشار دادند. مظاهر مصفا استاد دانشگاه تهران در سال مرگ او، مجموعه‌ای به نام شبهای شیراز در ۷۴ صفحه انتشار داد، که در آن اشعاری را که در مواقع مختلف برای معدل گفته یا در آن انجمن خوانده بودند، در آن درج کرده‌است.

## حسن (آزاد) معدلی[۸]
حسن معدلی متخلص به «آزاد» فرزند میرزا عباس خان آصف الملک از شاعران و نویسندگانی است که اشعار و مقالات سیاسی و اجتماعی او، در استخر، عصر آزادی، نامهٔ ملی پارس و گلسرخ به چاپ می‌رسید. او وکیل دادگستری بود و از اعضاء علاقمند انجمن‌های ادبی سالار و فارس به‌شمار می‌رفت و تا در قید حیات بود در انجمن ادبی فارس شرکت می‌کرد. او در ۱۸ خرداد ۱۳۴۳ هجری شمسی در شیراز در گذشت و در آرامگاه خانوادگی واقع در حافظیه به خاک سپرده شد. آزاد معدلی با اینکه در اقسام شعر طبع آزمایی کرده بود ولی بیشتر طبعش تمایل به غزلسرایی داشت.
از اشعار حسن آزاد معدلی می توان به دوبیتی زیر اشاره کرد:
دانی که چرا خدا تو را داد دو دست 
من معتقدم که اندر آن سری هست 
با یک دست به کار خویشتن پردازی
با دست دگر ز دیگران گیری دست

## محمد علی معدل
محمدعلی معدل فرزند احمد خان معدل الممالک و برادر ناتنی لطفعلی معدل السلطنه در سال ۱۲۹۶ هـ. ش در شیراز متولد شد. دکتر معدل در سال ۱۳۲۴ خورشیدی با خانم هما وصال (فرزند محمود وصال شیرازی) ازدواج نمود. حاصل این ازدواج سه فرزند بود: احمد، مریم و روشنک. احمد در آبان ماه سال ۱۳۴۶ خورشیدی در یک سانحه تصادف رانندگی در حالی که دانشجوی پلی تکنیک لوزان سوئیس بود از دنیا رفت و او را در آرامگاه خانوادگی معدل واقع در حافظیه بخاک سپردند.  محمد علی معدل در سال ۱۳۳۹ نماینده مردم شیراز در دوره بیستم مجلس شورای ملی شد. ایشان در زمان حیاتشان متولی موقوفات معدل در تهران بود. در سال ۱۳۹۰ هـ. ش  درگذشت و در قبرستان شاه داعی الله به خاک سپرده شد.

## هوشنگ خان معدلی
هوشنگ خان فرزند حبیب‌الله خان معدلی در سال ۱۳۱۱ در شیراز متولد شد و در سال ۱۳۹۱ بدرود حیات گفت و او را در قبرستان شاه داعی الله کنار دکتر معدل بخاک سپردند.
در زمان حیات، تولیت موقوفه معدل در شیراز به عهده ایشان بود.

## رحیم ناصر معدلی
او ناشر روزنامه حربه انتقام در دوره پهلوی است.

## نگارخانه

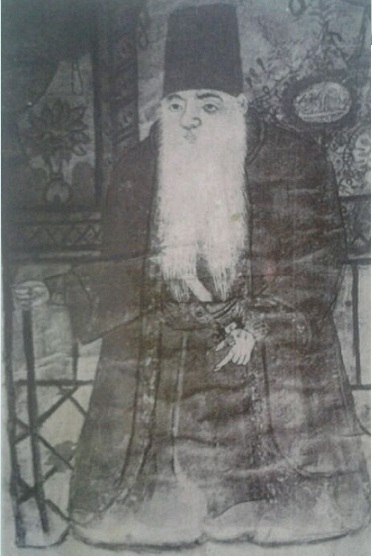
حاج میرزا هادی معدل الملک اول
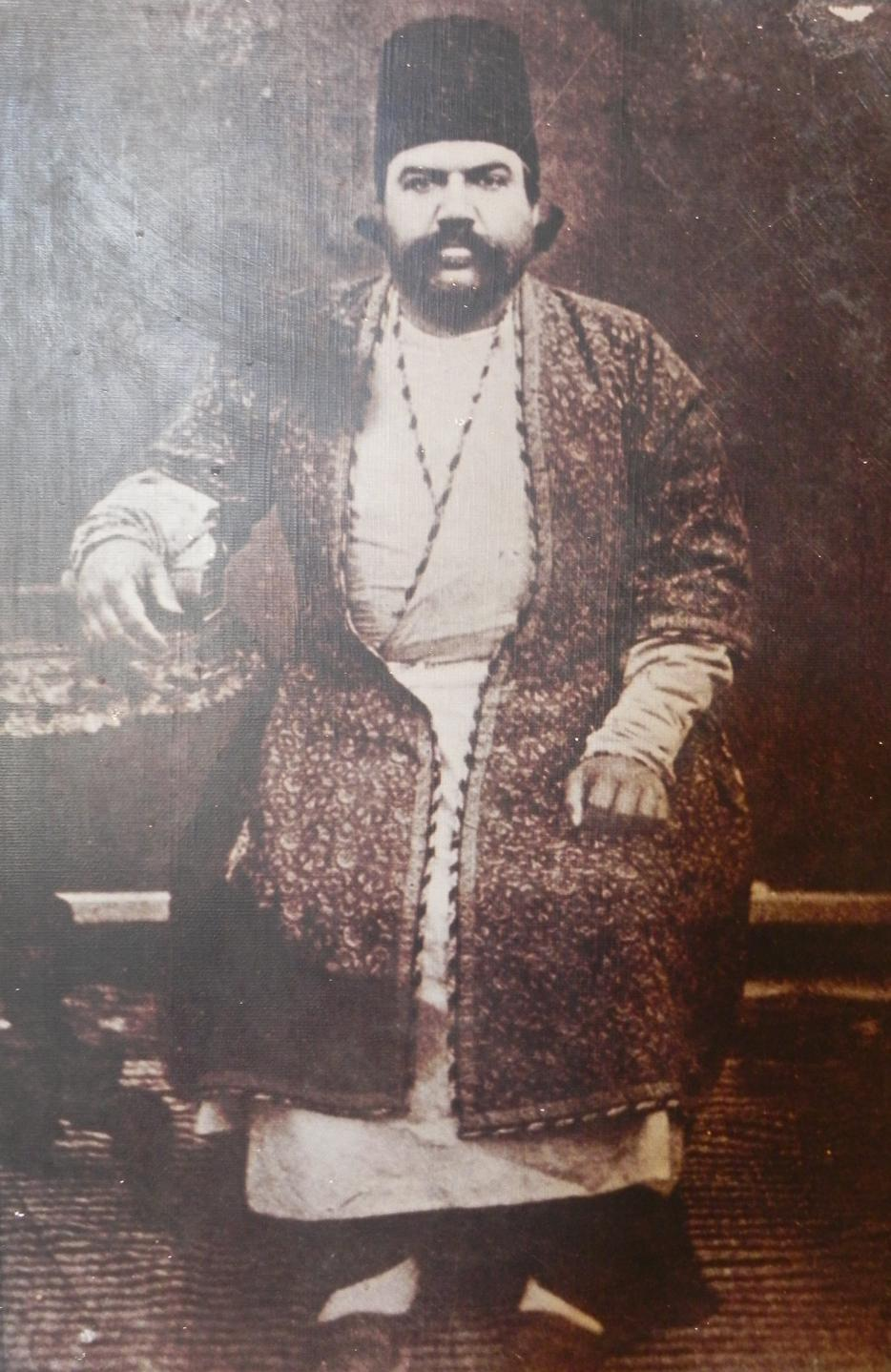
میرزا محمدخان معدل‌الملک دوم
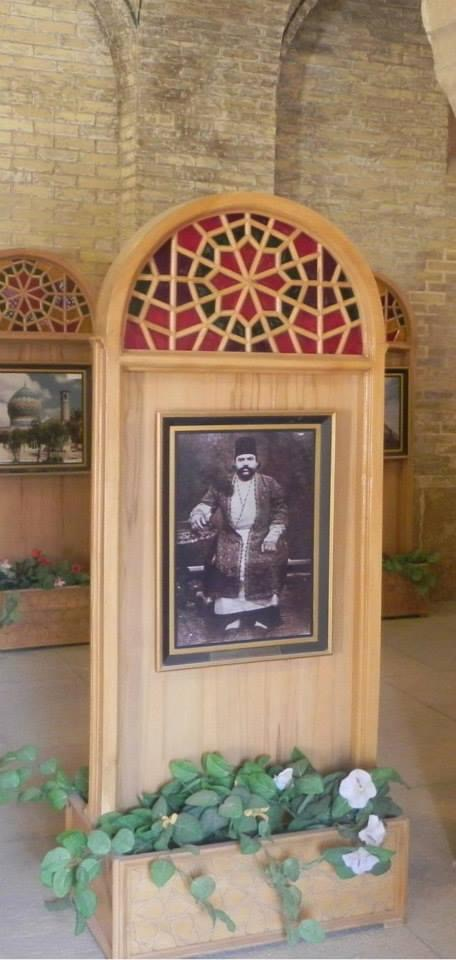
قاب عکس معدل الملک دوم در مسجد نصیرالملک شیراز
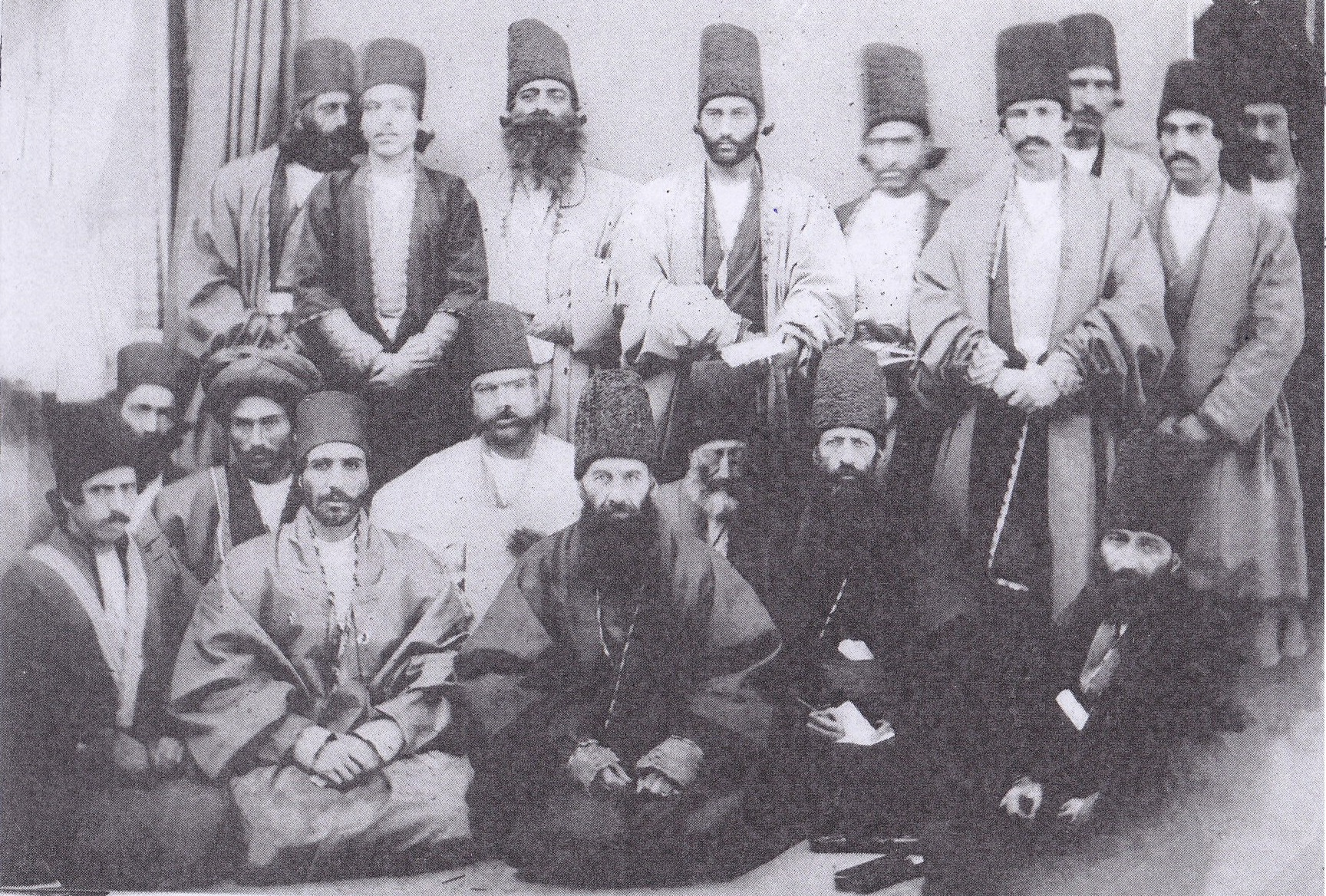
حاج میرزا ابوالحسن خان مشیرالملک در کنار دامادش حاج میرزا محمد خان معدل الملک
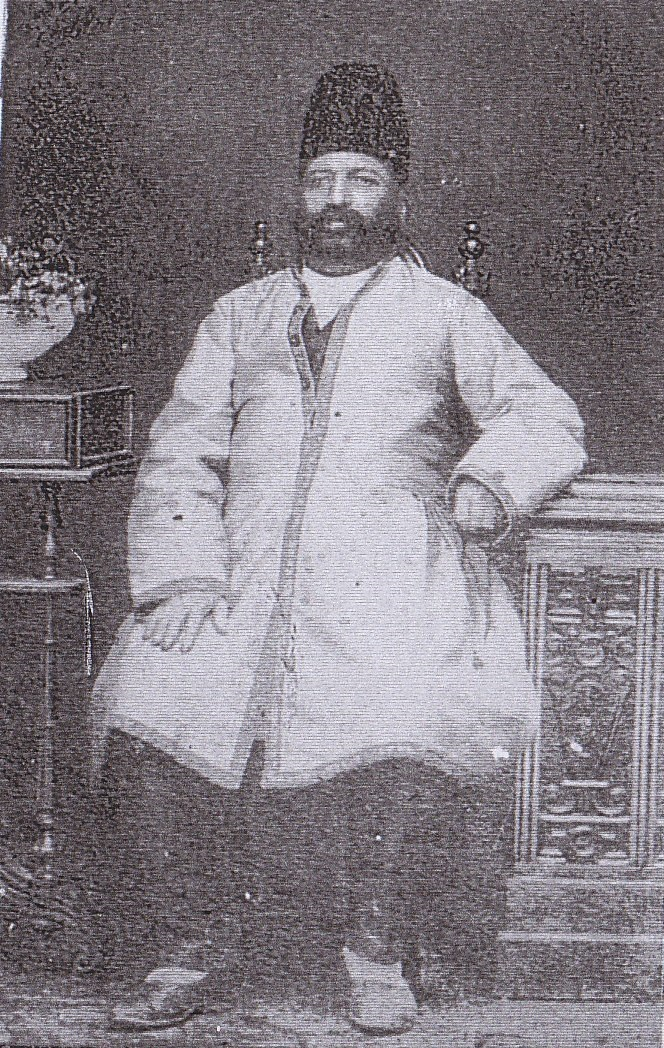
حاج میرزا عباس خان آصف الملک فرزند حاج میرزا هادی معدل الملک اول
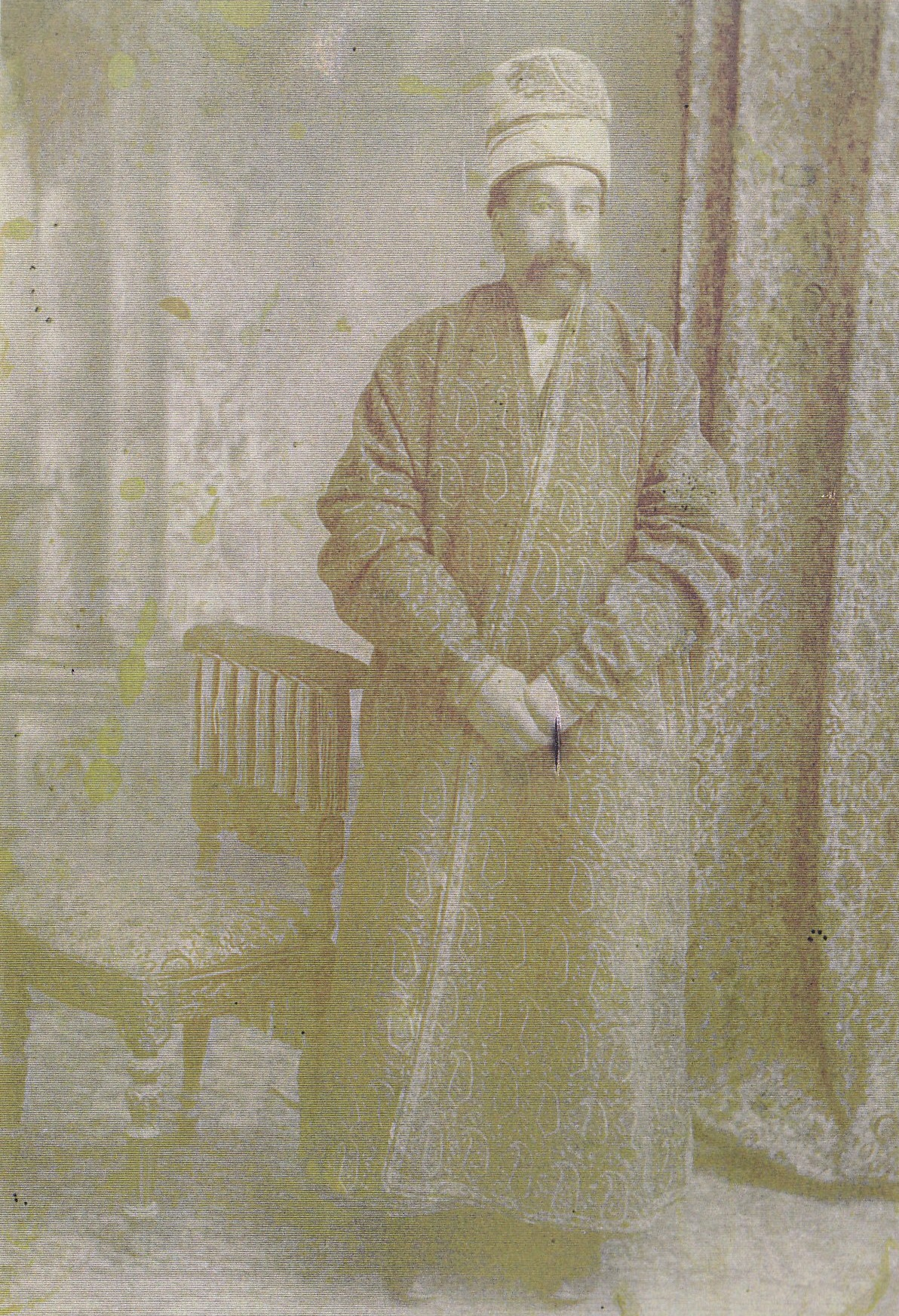
حاج میرزا آقا اسعدالملک
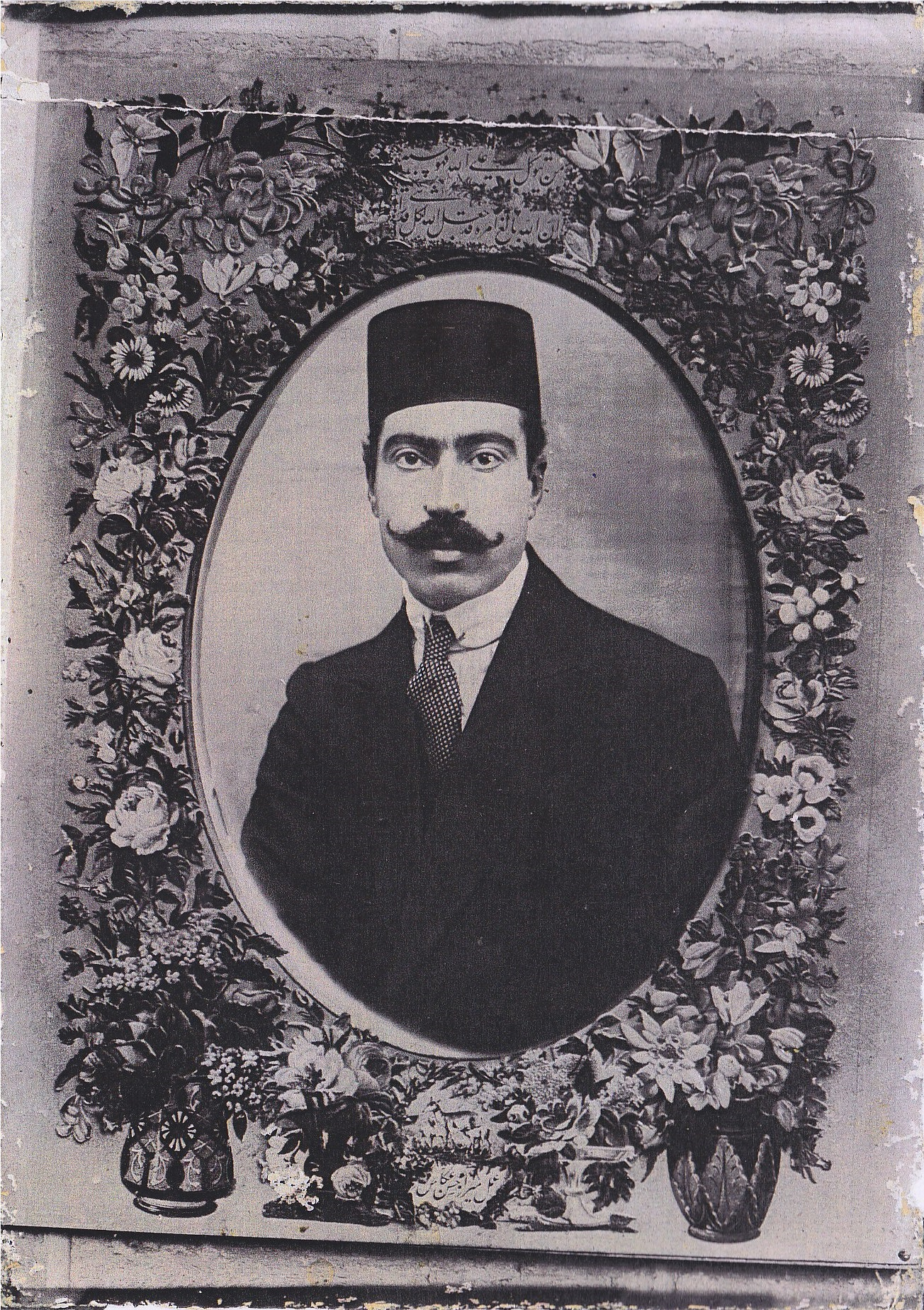
میرزا عبداله خان اسعدالدوله کوچک فرزند میرزا آقا بزرگ در عنفوان جوانی
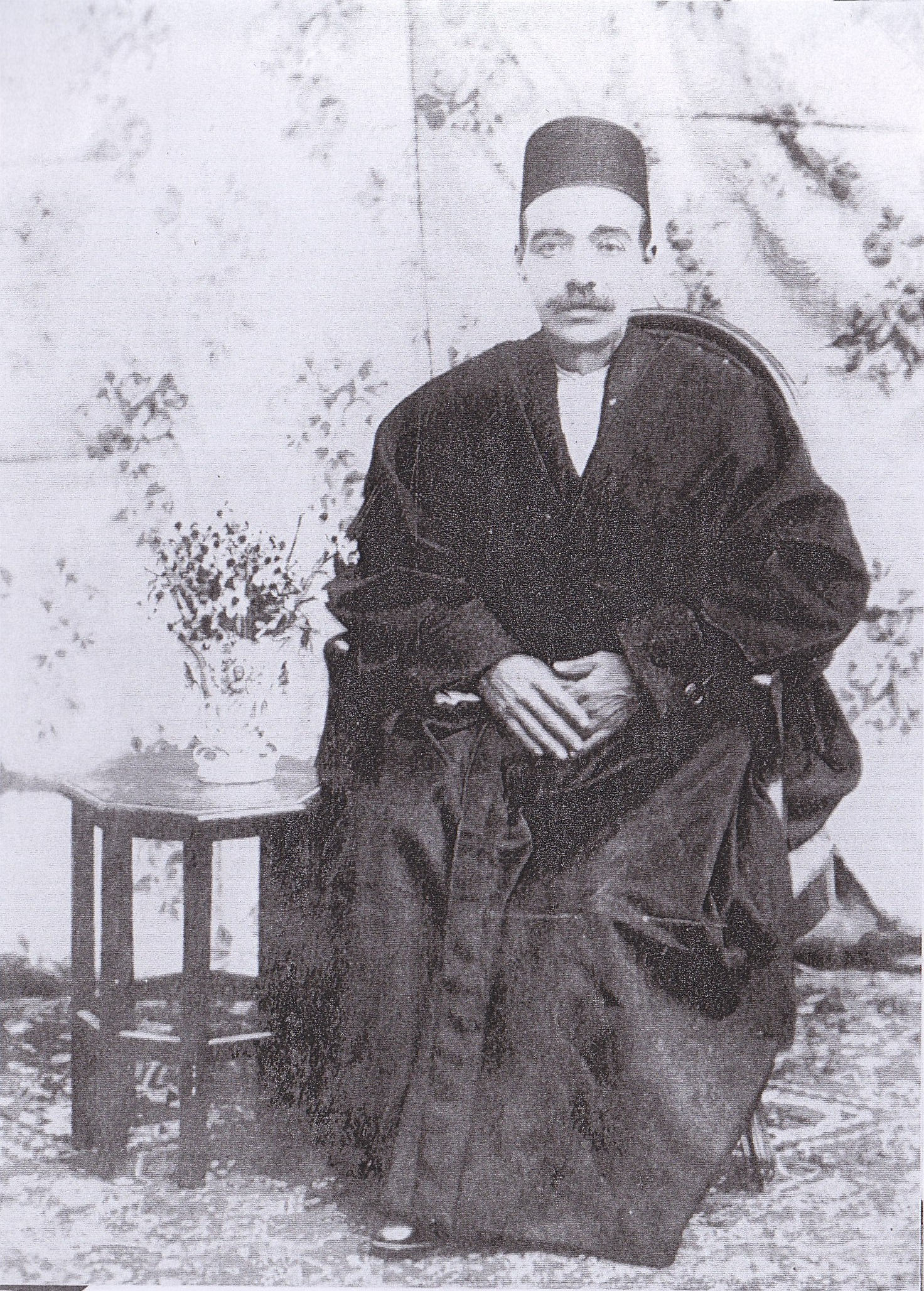
میرزا عبداله خان اسعدالدوله کوچک فرزند میرزا آقا بزرگ
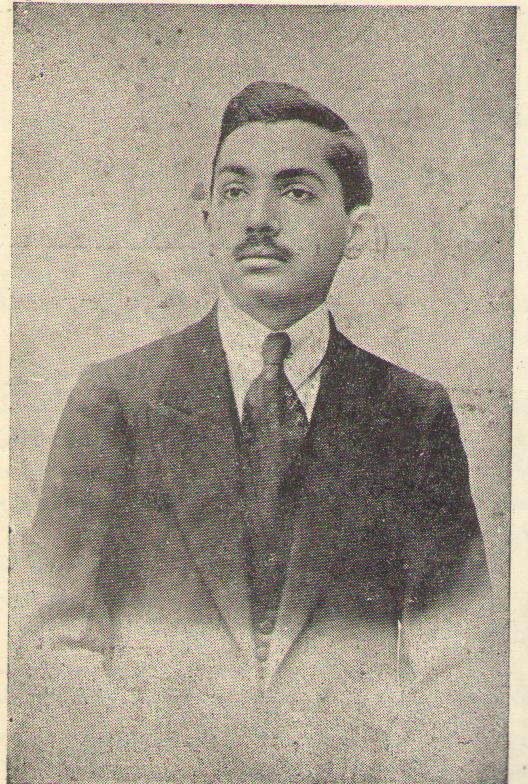
لطفعلی‌خان معدل‌السلطنه در عنفوان جوانی
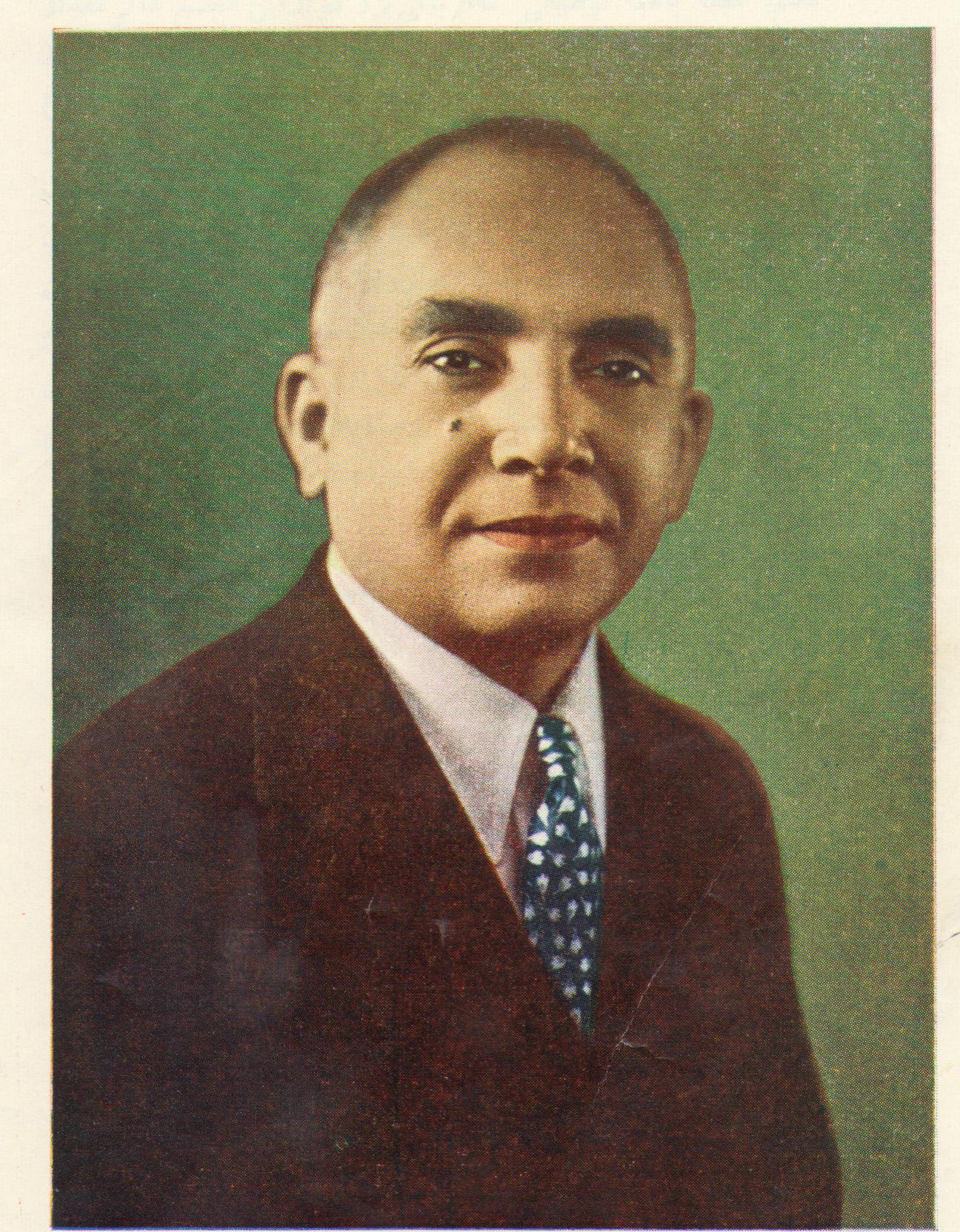
لطفعلی‌خان معدل‌السلطنه
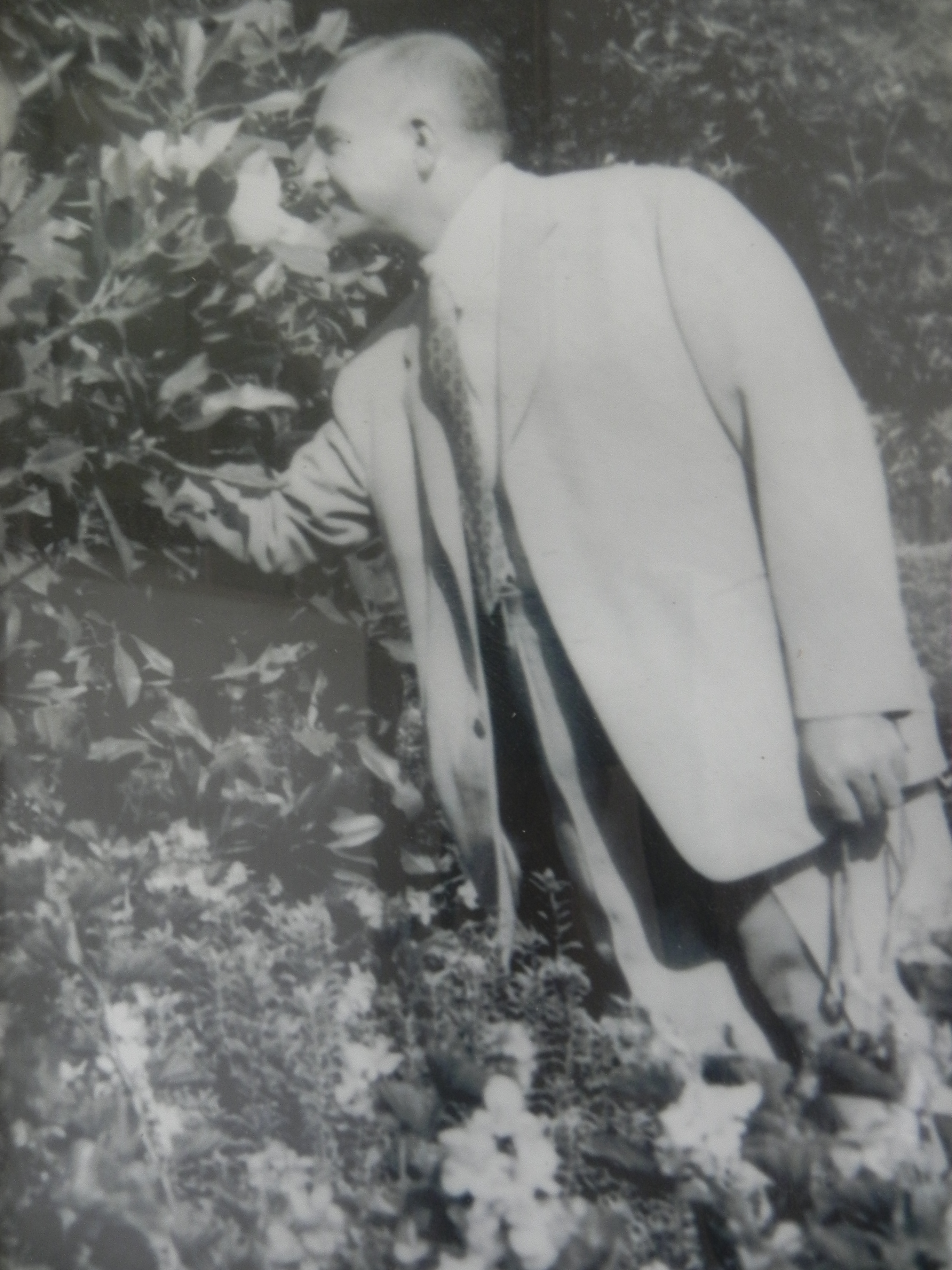
لطفعلی‌خان معدل‌السلطنه
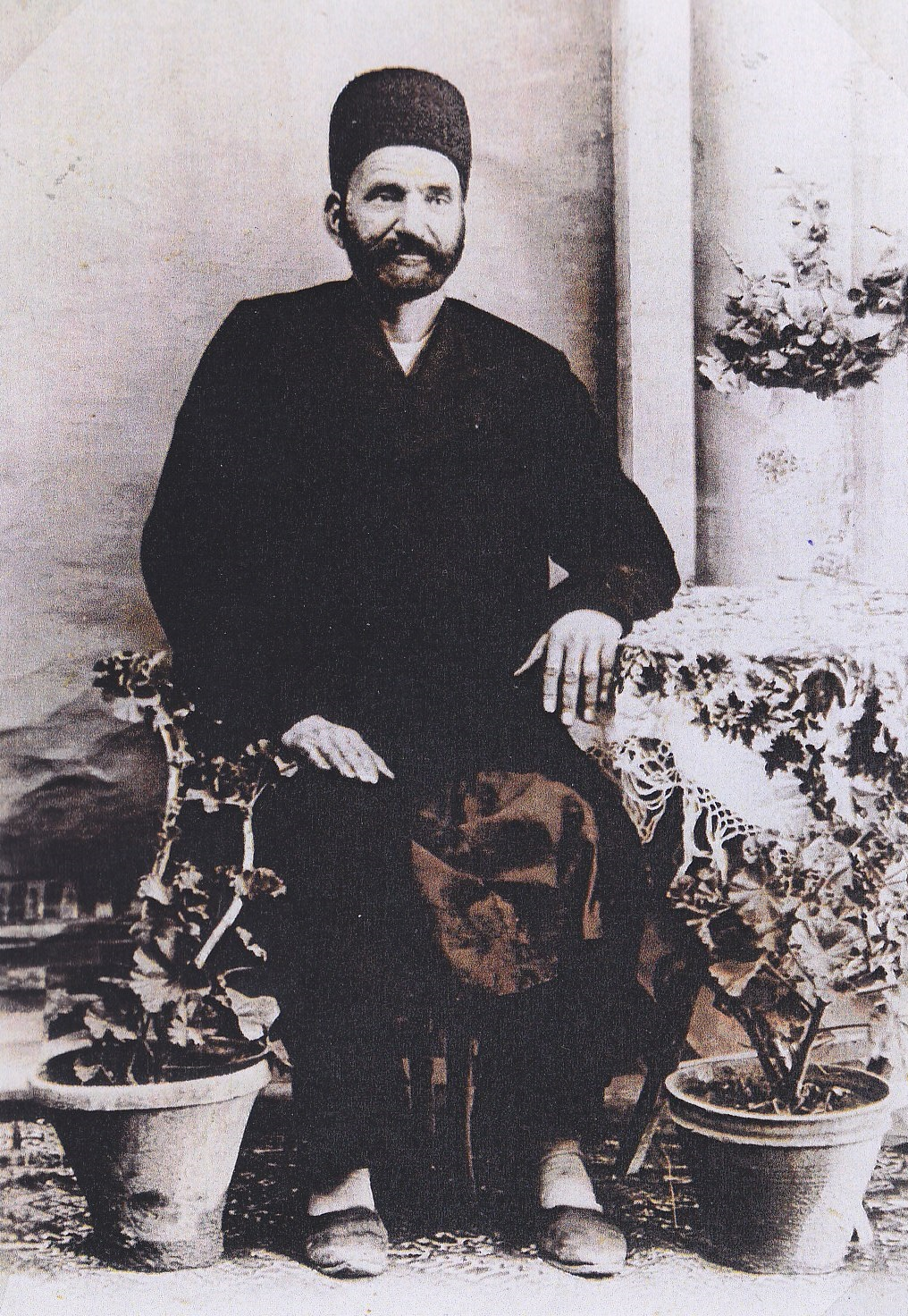
حاج میرزا زین العابدین اعتبارالملک
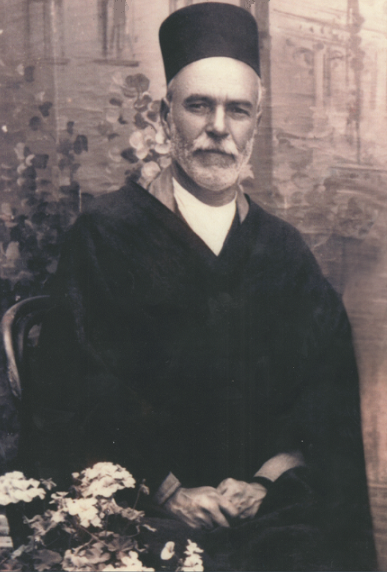
میرزا هدایت خان معدلی فرزند اعتبارالملک
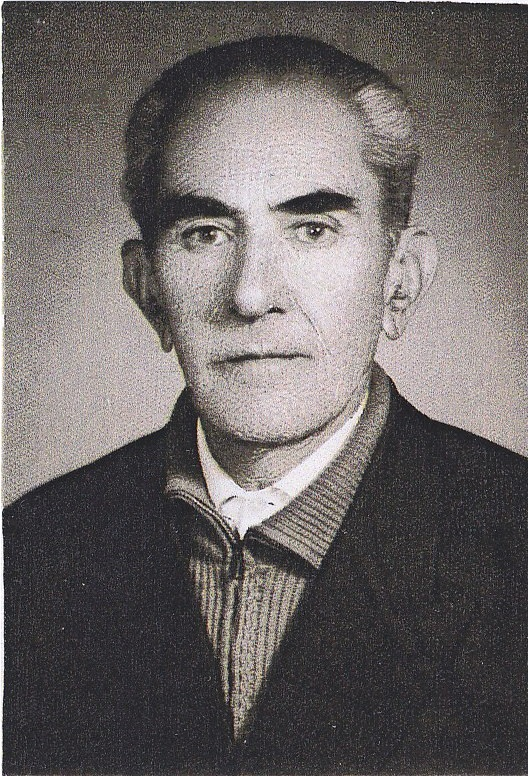
میرزا هادی خان معدلی فرزند حاج میرزا محمودخان اسعدالدوله
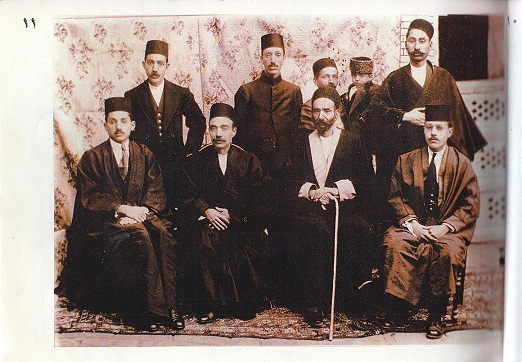
ایستاده از راست: مرتضی قلی خان خالدی-جمشید خان معدلی بغل سید حسن نوکر-میرزا حبیب‌الله خان معدلی-حسین خان معدلی. نشسته از راست: حسن (آزاد) معدلی-میرزا زین العابدین اعتبارالملک-عبدالله خان اسعدالدوله-لطفعلی خان معدل السلطنه
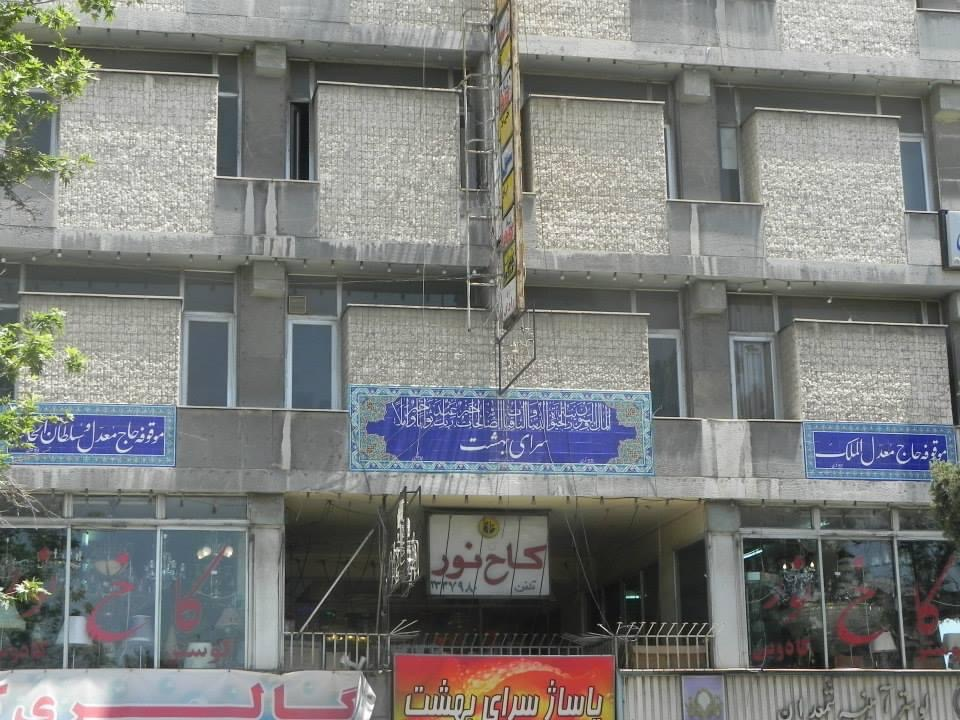
پاساژ کاخ نور شیراز موقوفه معدل الملک و سلطان الحاجیه(دختر حاج میرزا ابوالحسن خان مشیرالملک)
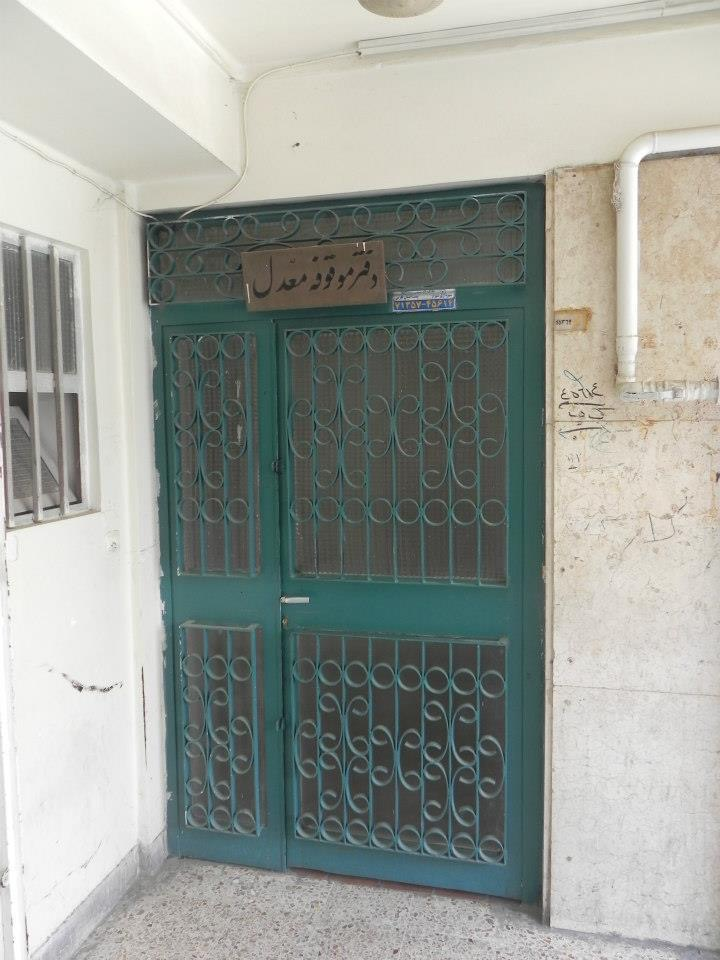
دفتر موقوفه معدل الملک در پاساژ کاخ نور (سرای بهشت) شیراز
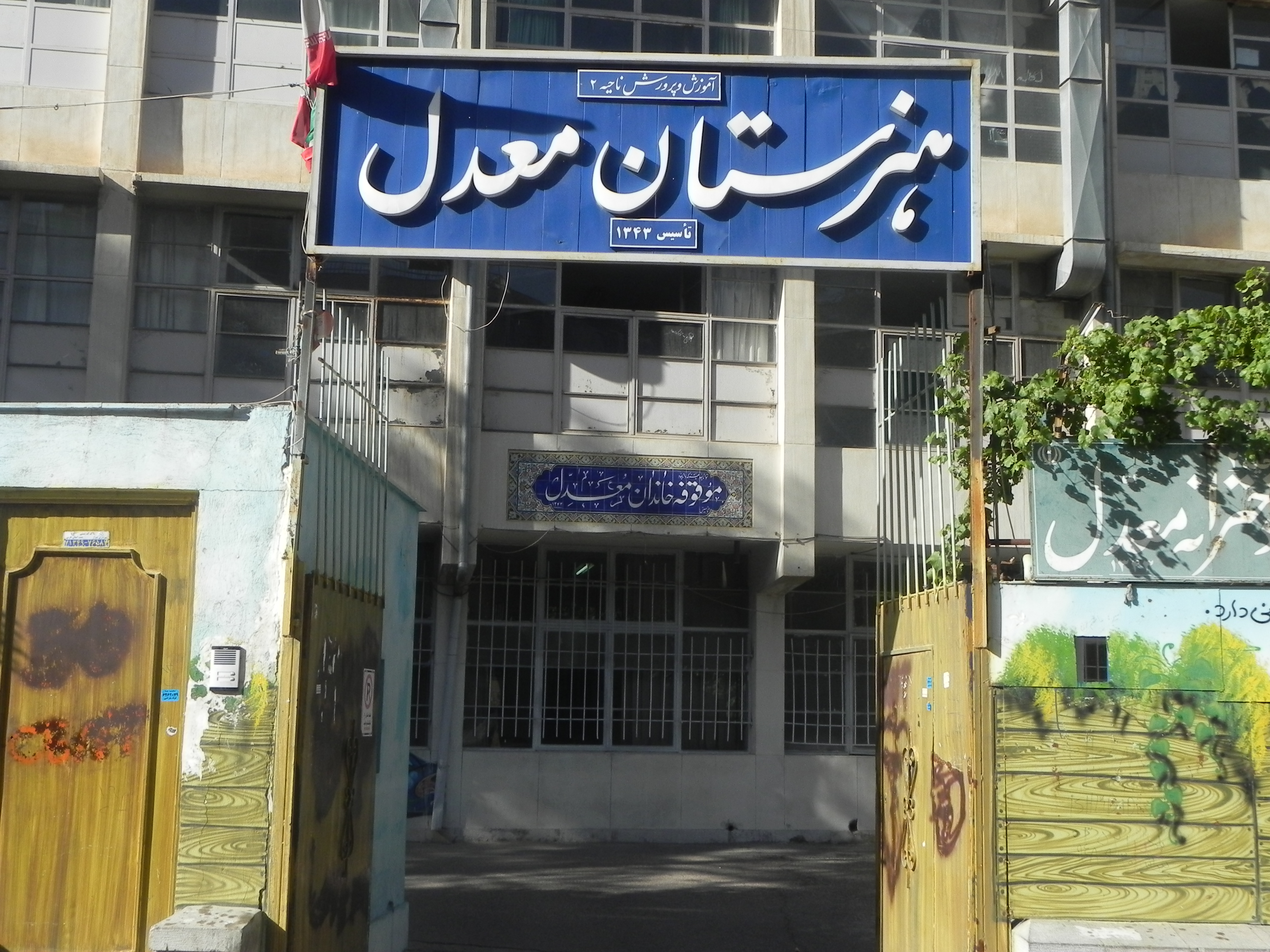
هنرستان معدل واقع در شیراز موقوفه لطفعلی خان معدل السلطنه
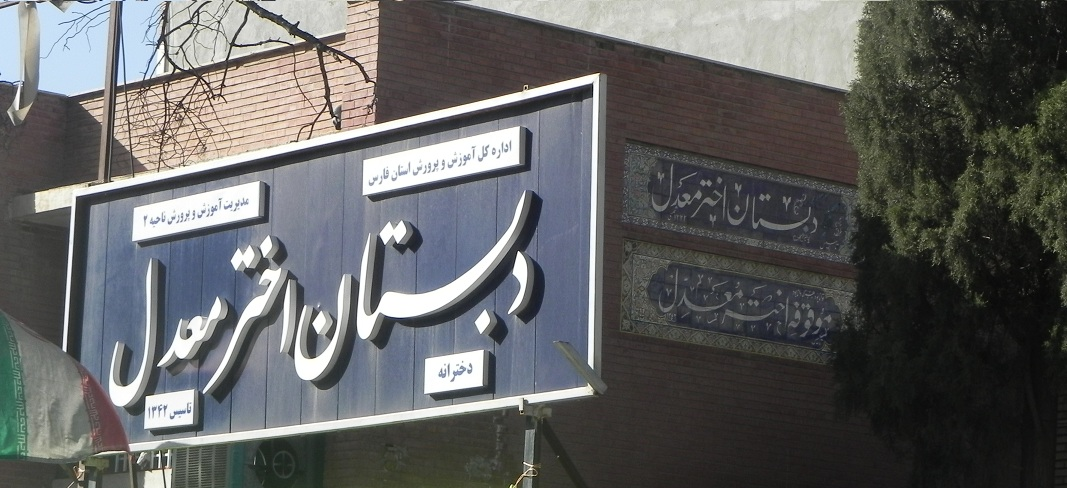
دبستان معدل واقع در شیراز موقوفه اخترالملوک معدل (فرزند میرزا آقا خان اسعدالملک)
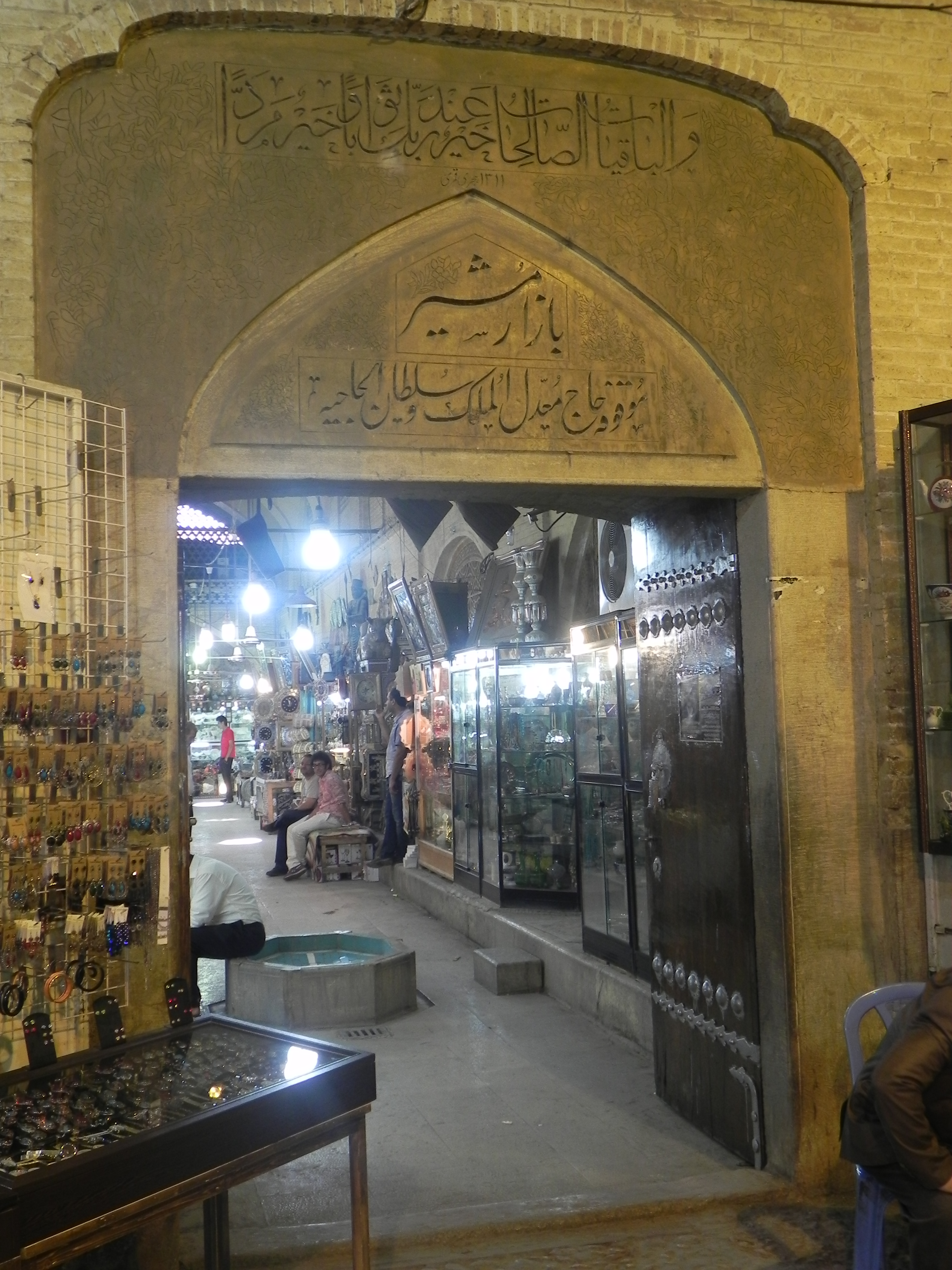
بازار مشیر نو موقوفه حاج میرزا محمد خان معدل الملک و سلطان الحاجیه
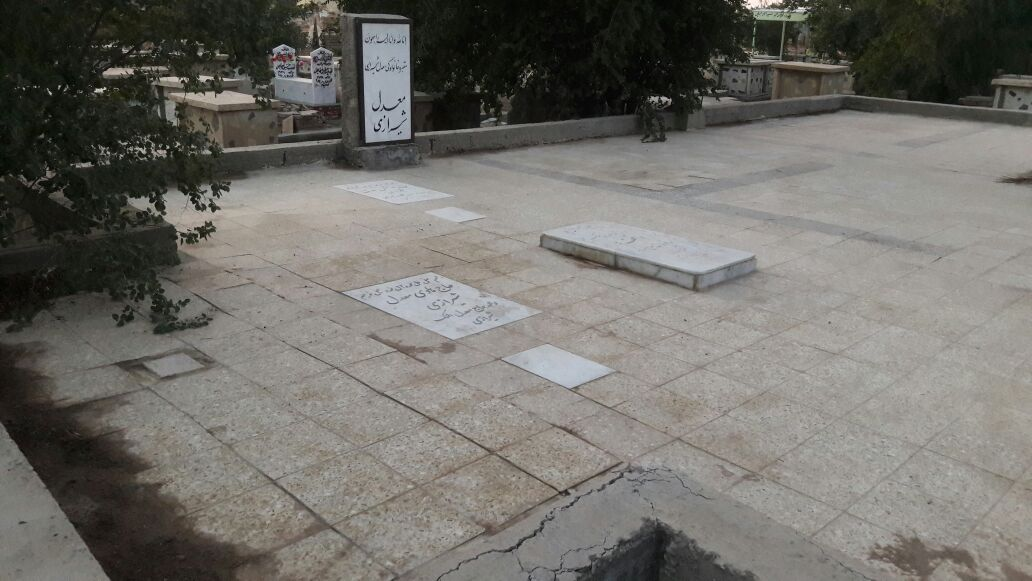
آرامگاه خانوادگی معدل در قبرستان وادی السلام نجف اشرف
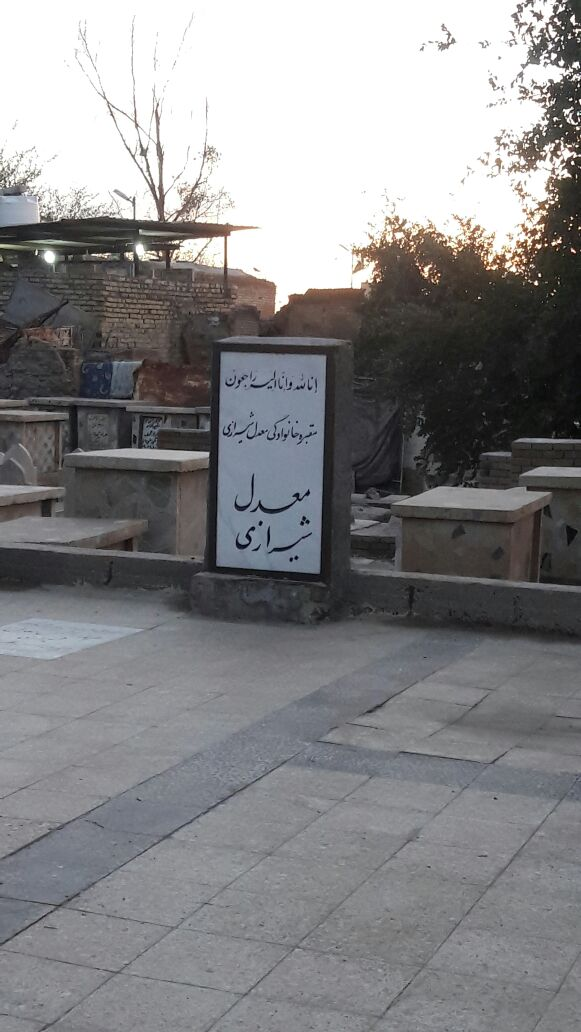
آرامگاه خانوادگی معدل در قبرستان وادی السلام نجف اشرف
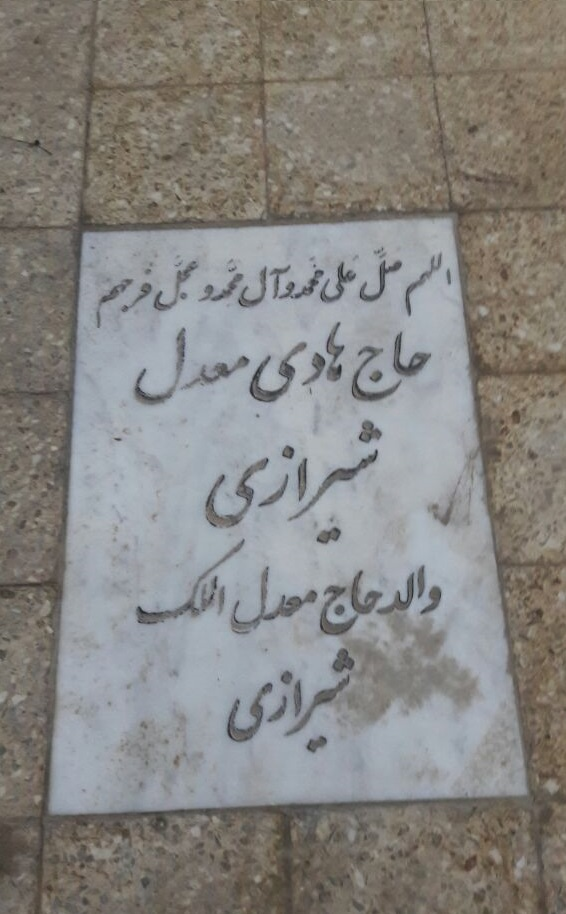
مقبره حاج میرزا هادی معدل الملک اول در آرامگاه خانوادگی معدل در نجف اشرف
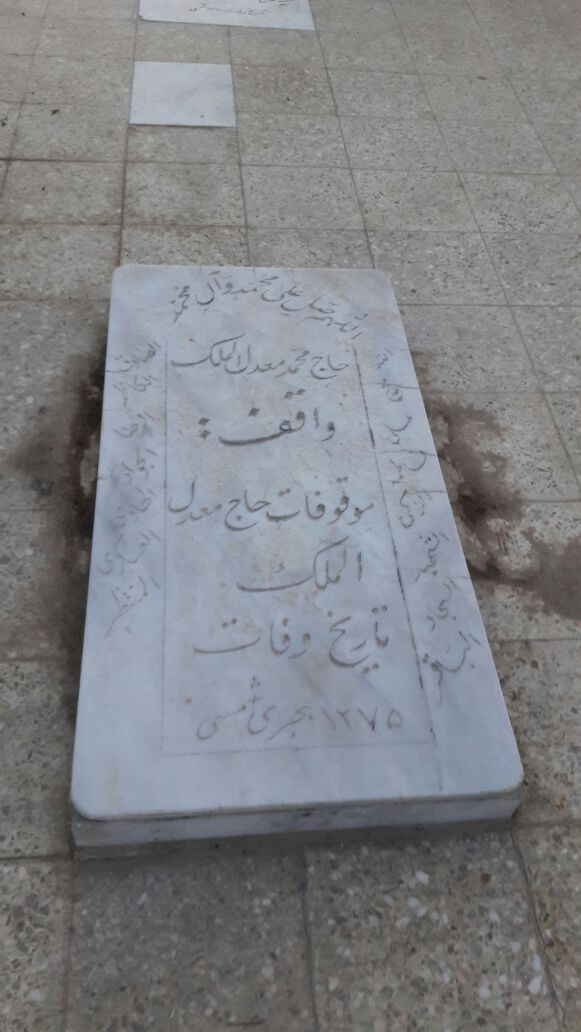
مقبره حاج محمد خان معدل الملک دوم در آرامگاه خانوادگی در قبرستان وادی السلام نجف
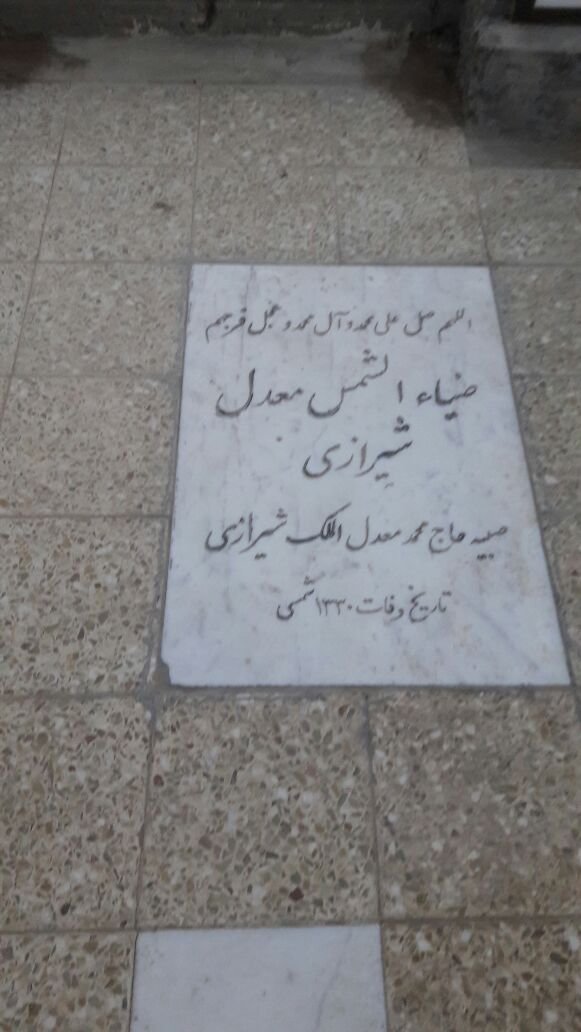
مقبره مرحومه ضیاء الشمس دختر مرحوم حاج محمد خان معدل الملک در آرامگاه خانوادگی در قبرستان وادی السلام نجف
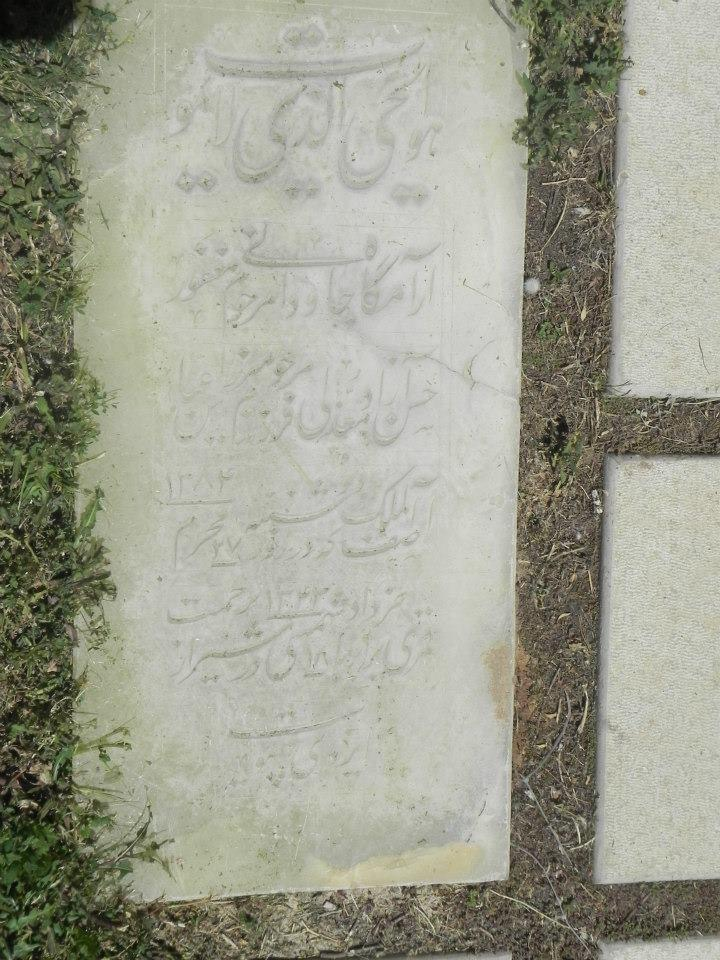
مقبره حسن آزاد معدلی در آرامگاه خاندان معدل در حافظیه شیراز
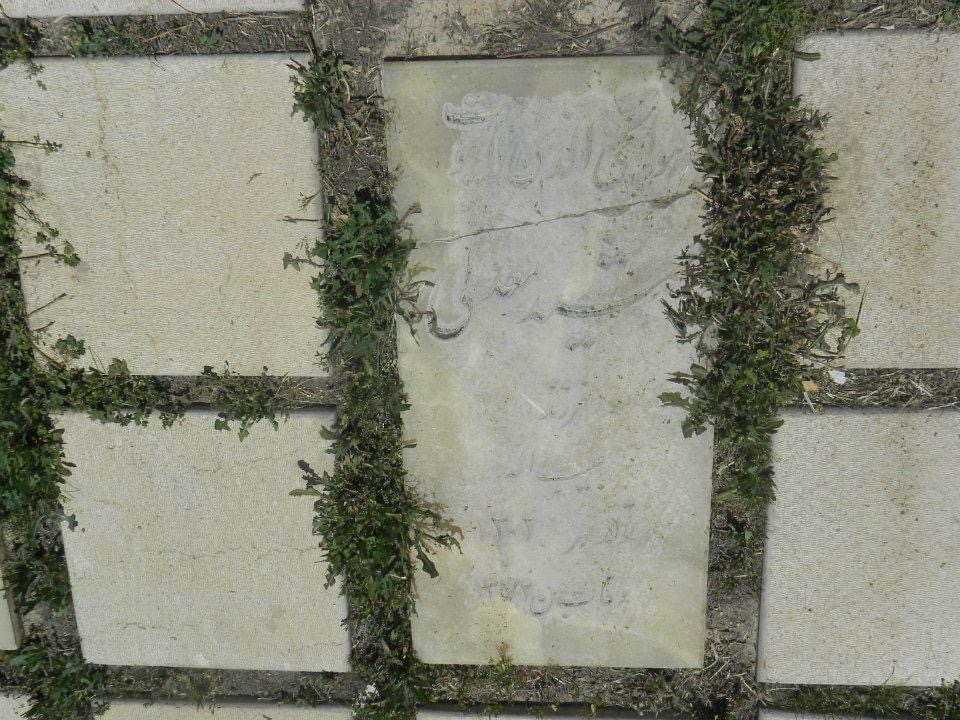
مقبره جمشید معدلی فرزند حبیب الله معدلی در آرامگاه خاندان معدل در حافظیه شیراز
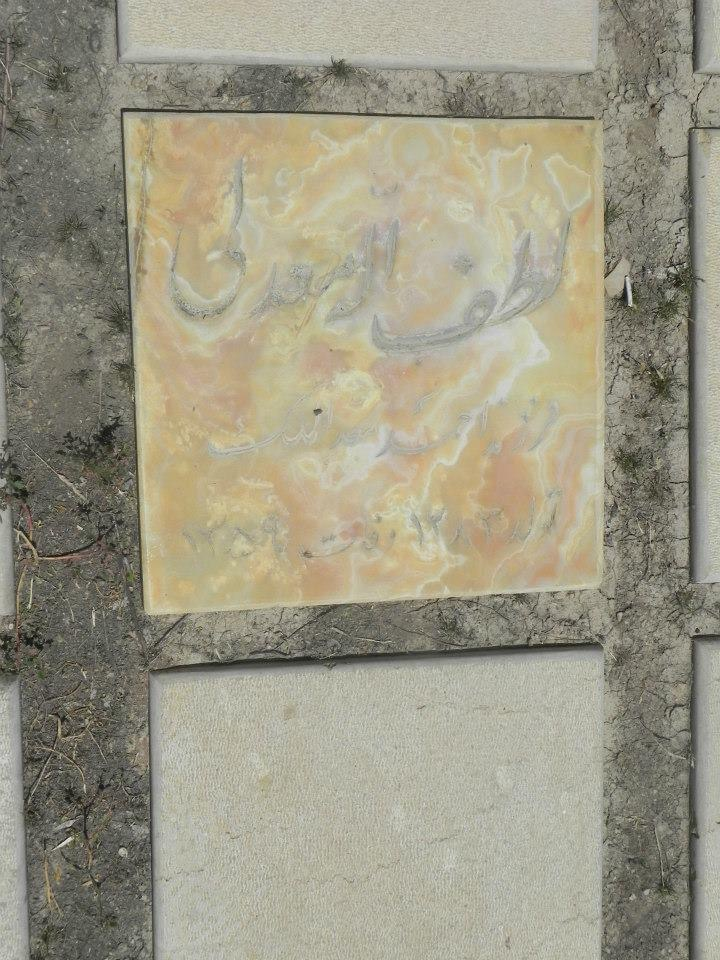
مقبره لطف الله معدلی فرزند احمد معدل الملک در آرامگاه خاندان معدل در حافظیه شیراز
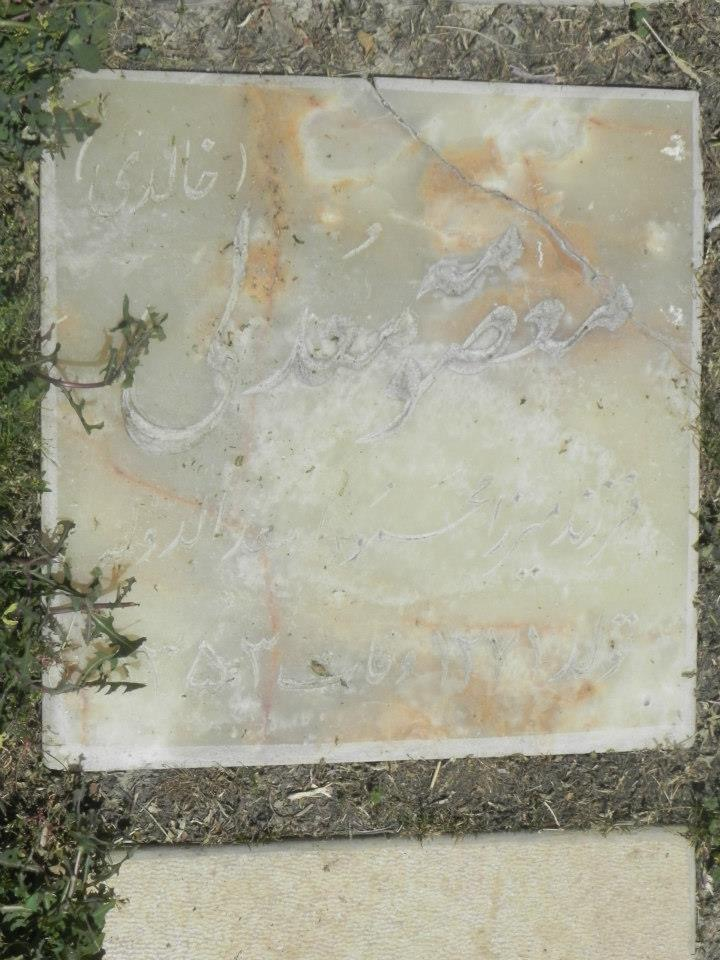
مقبره معصومه معدلی فرزند میرزا محمود خان اسعدالدوله در آرامگاه خاندان معدل در حافظیه شیراز
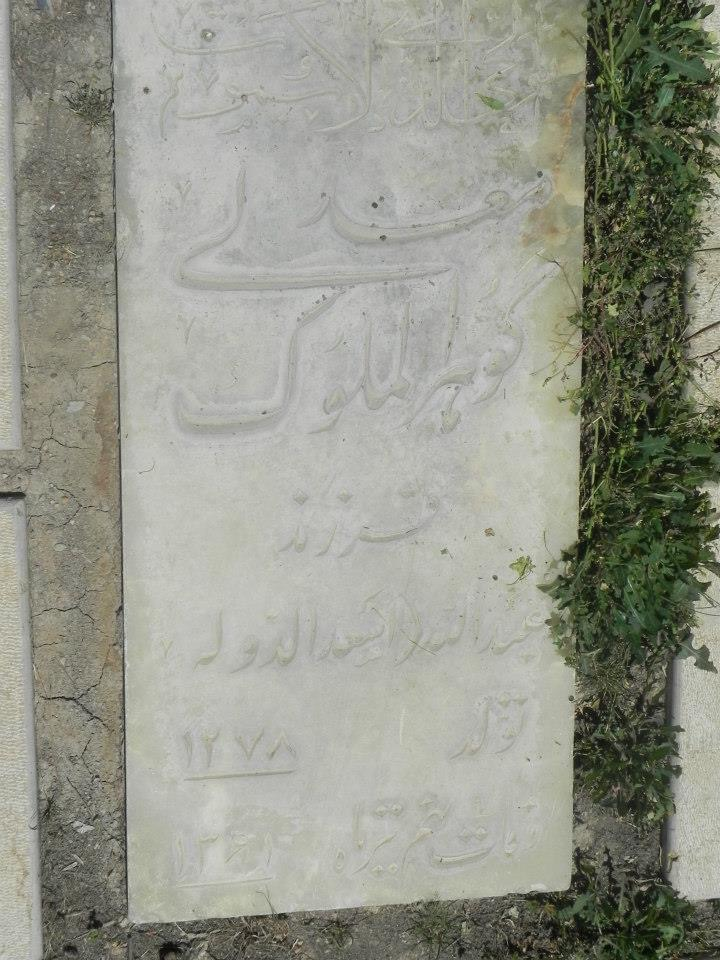
مقبره گوهرالملوک معدلی فرزند میرزا عبدالله خان اسعدالدوله در آرامگاه خاندان معدل در حافظیه شیراز
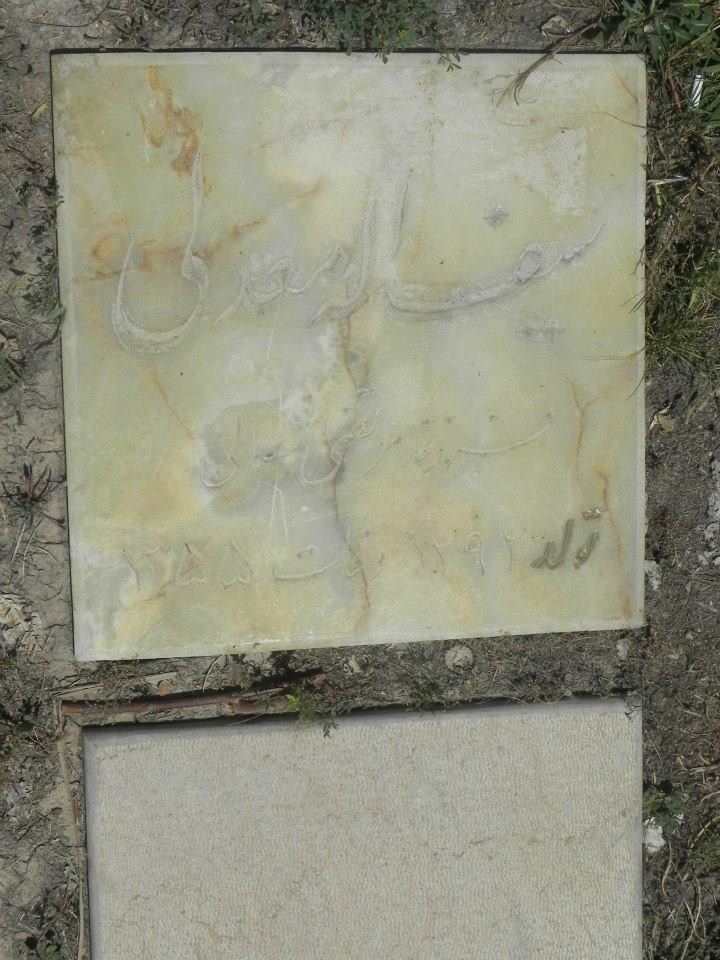
مقبره سیف الله معدلی فرزند مرتضی معدلی در آرامگاه خاندان معدل در حافظیه شیراز
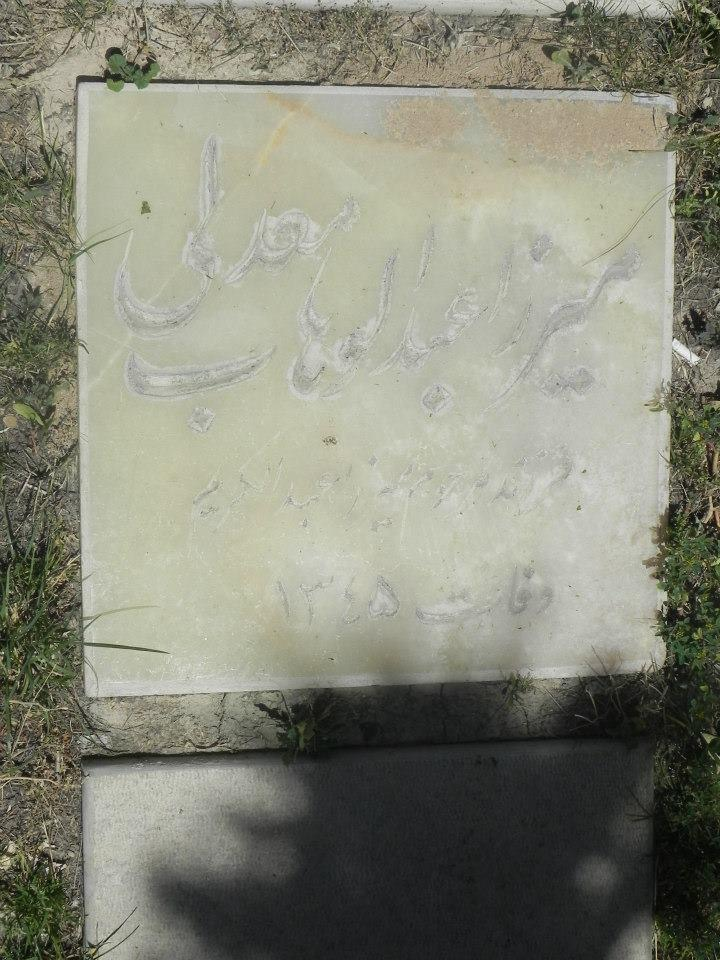
مقبره میرزا عبدالوهاب معدلی فرزند میرزا عبدالکریم در آرامگاه خاندان معدل در حافظیه شیراز
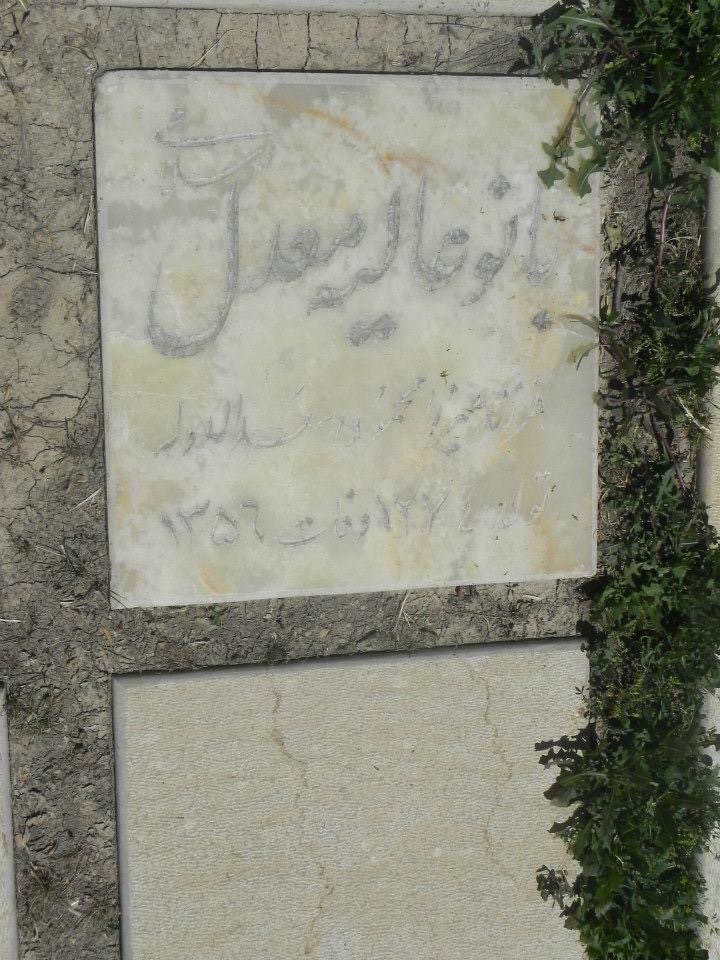
مقبره بانو عالیه معدل فرزند میرزا محمود خان اسعدالدوله در آرامگاه خاندان معدل در حافظیه شیراز
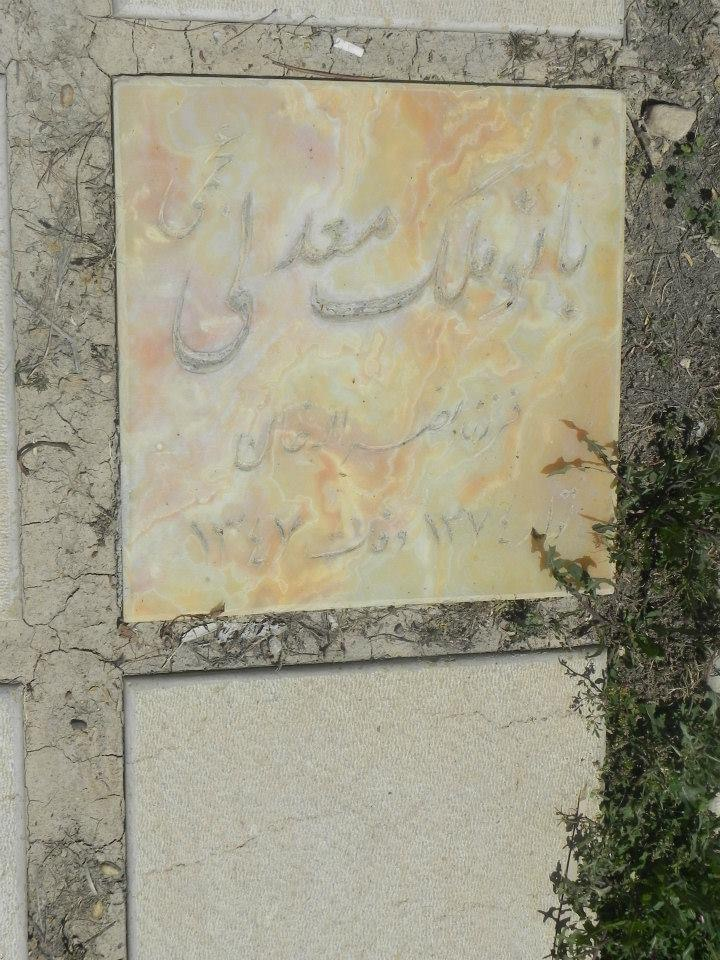
مقبره بانو ملک معدلی فرزند نصرالله خان در آرامگاه خاندان معدل در حافظیه شیراز
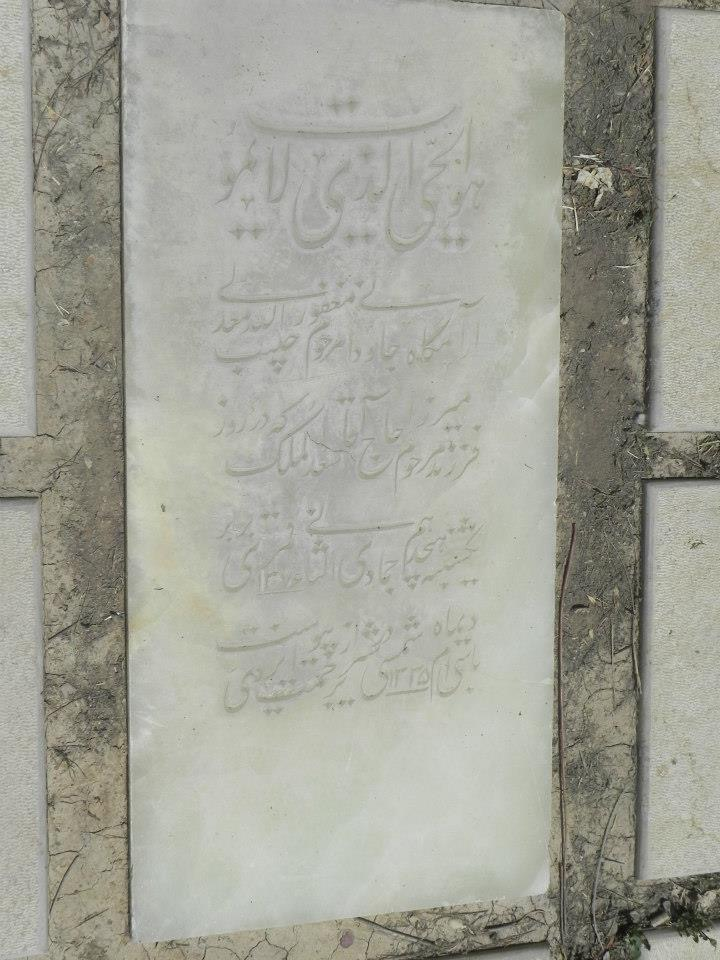
مقبره حبیب الله معدلی فرزند آقا اسعدالملک در آرامگاه خاندان معدل در حافظیه شیراز
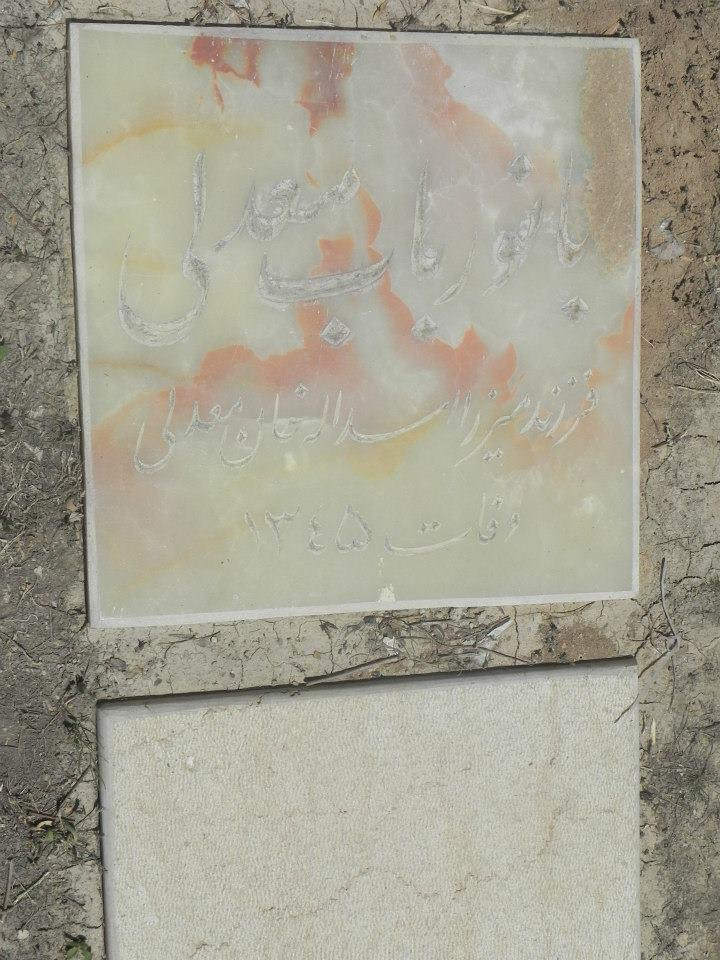
مقبره بانو رباب معدلی فرزند میرزا اسدالله خان معدلی در آرامگاه خاندان معدل در حافظیه شیراز
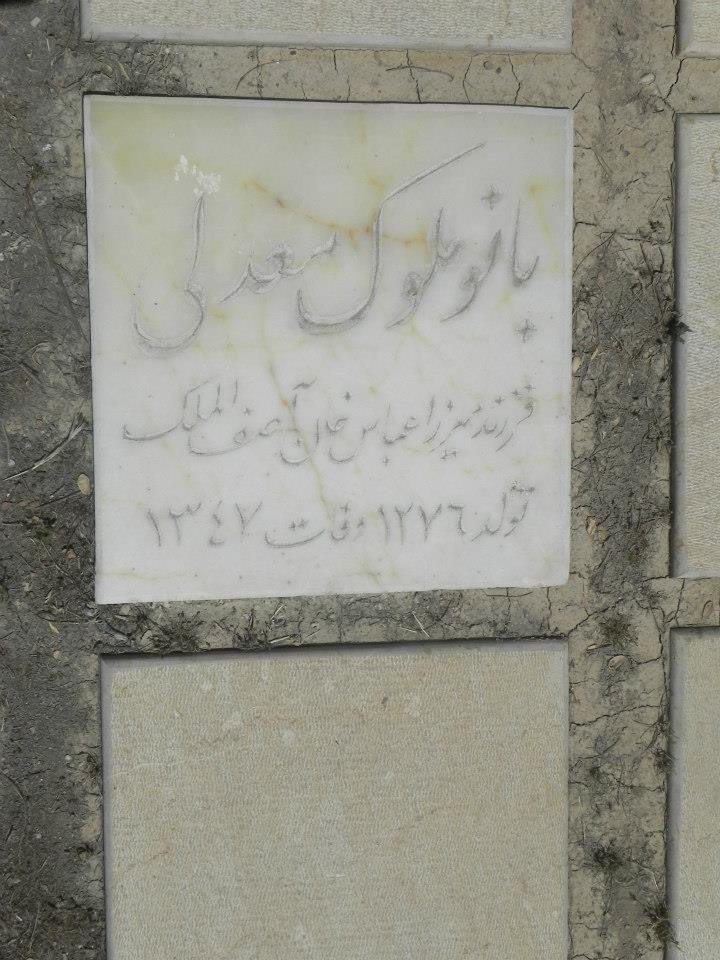
مقبره بانو ملوک معدلی فرزند میرزا عباس خان آصف الملک در آرامگاه خاندان معدل در حافظیه شیراز
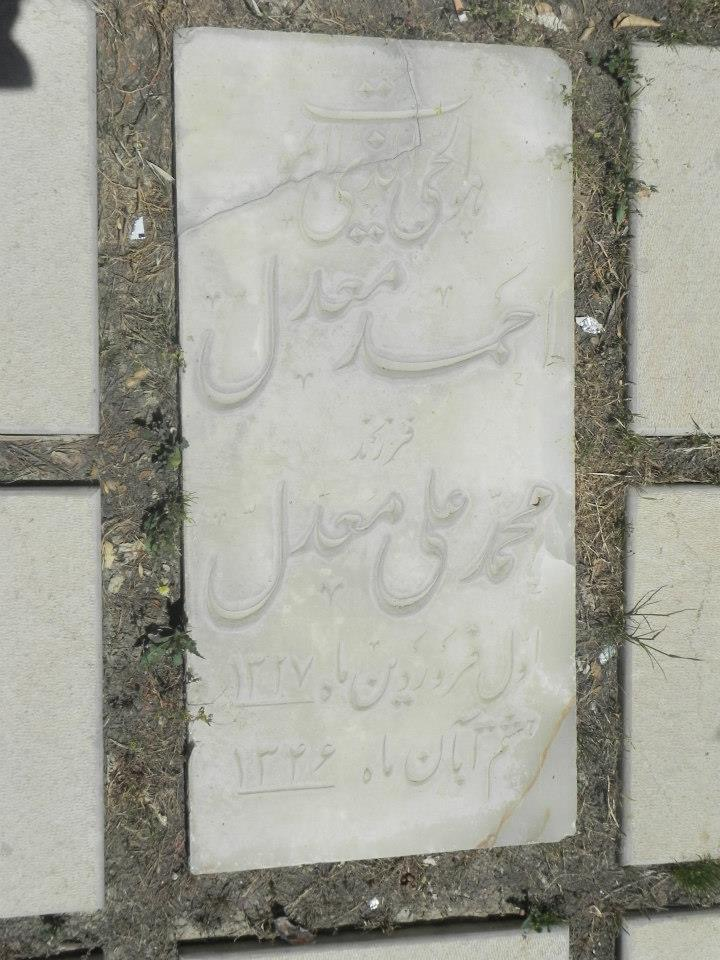
مقبره احمد معدل فرزند محمد علی معدل و هما وصال در آرامگاه خاندان معدل در حافظیه شیراز